# Aiolornis incredibilis
Aiolornis incredibilis (sin. Teratornis incredibilis) es una especie extinta de la familia de los teratornítidos, fue el ave norteamericana más grande conocida con capacidad de vuelo (y el tercero más grande del mundo después de Argentavis y de Pelagornis), con una envergadura de hasta aproximadamente 5 m. Se estima que la masa corporal típica de este pájaro era de 23 kg, significativamente más pesada que cualquier ave voladora existente.
Presuntamente, A. incredibilis se extinguió al mismo tiempo que la demás megafauna de Norteamérica. A veces se le llama cóndor gigante por su parecido con los modernos cóndores de California y de América del Sur, aunque era más grande y pertenece a una familia diferente. se cree que era similar a Teratornis merriami, aunque aproximadamente un 40% mayor. Se han encontrado fósiles desde el Plioceno Antiguo hasta el Pleistoceno Tardío en varias localidades del suroeste y centro-oeste de Estados Unidos de América; no es seguro que todas pertenezcan a la misma especie, dado el gran intervalo de tiempo y la falta de ejemplares completos.